# Geissois

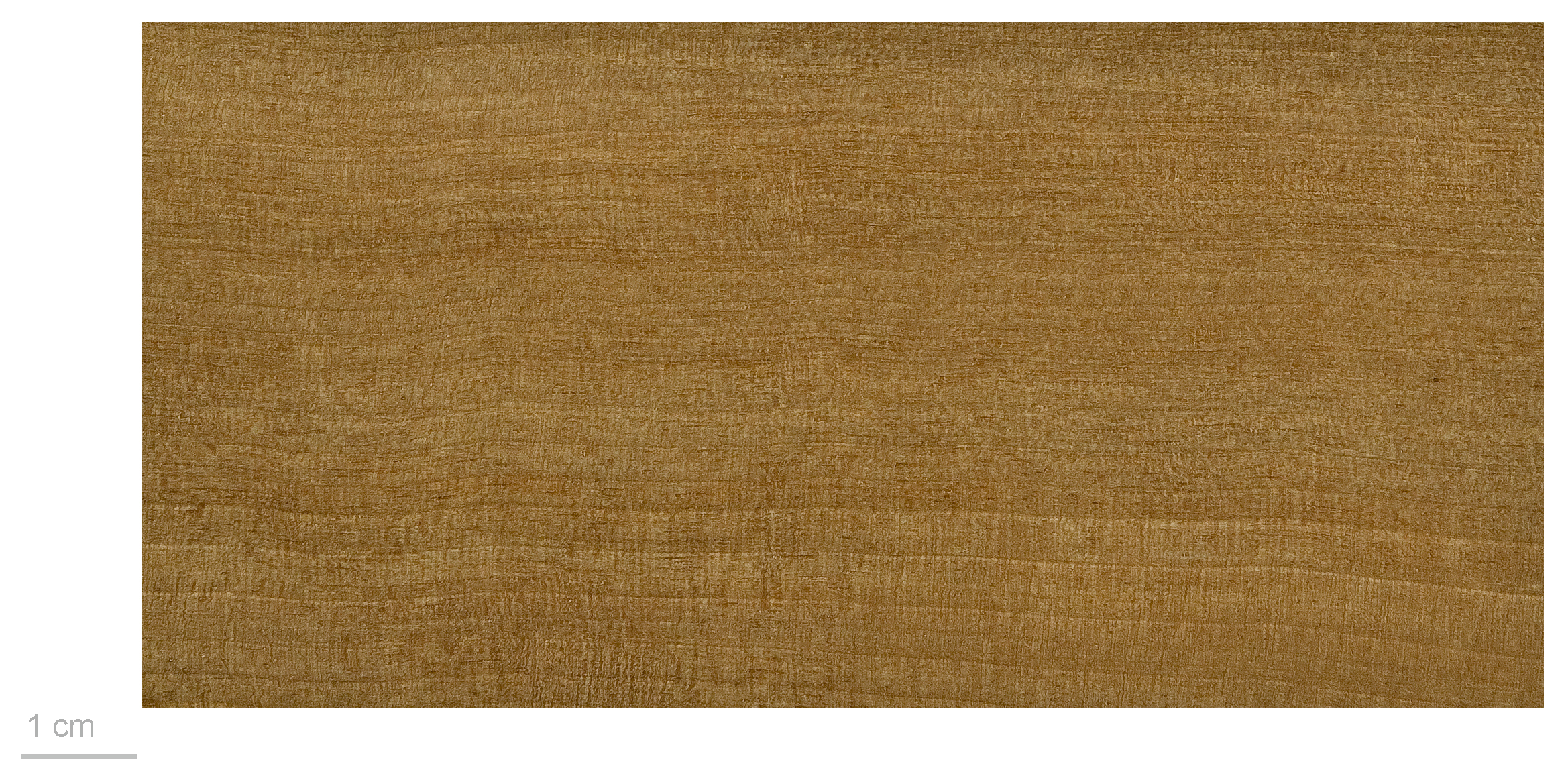
Geissois racemosa - MHNT

Geissois é um género botânico pertencente à família Cunoniaceae.

## Espécies
- Geissois imthurnii, Turrill
- Geissois stipularis, A.C. Smith
- Geissois superba, Gillespie

1. ↑  «Geissois — World Flora Online». www.worldfloraonline.org. Consultado em 19 de agosto de 2020